# UMC-1

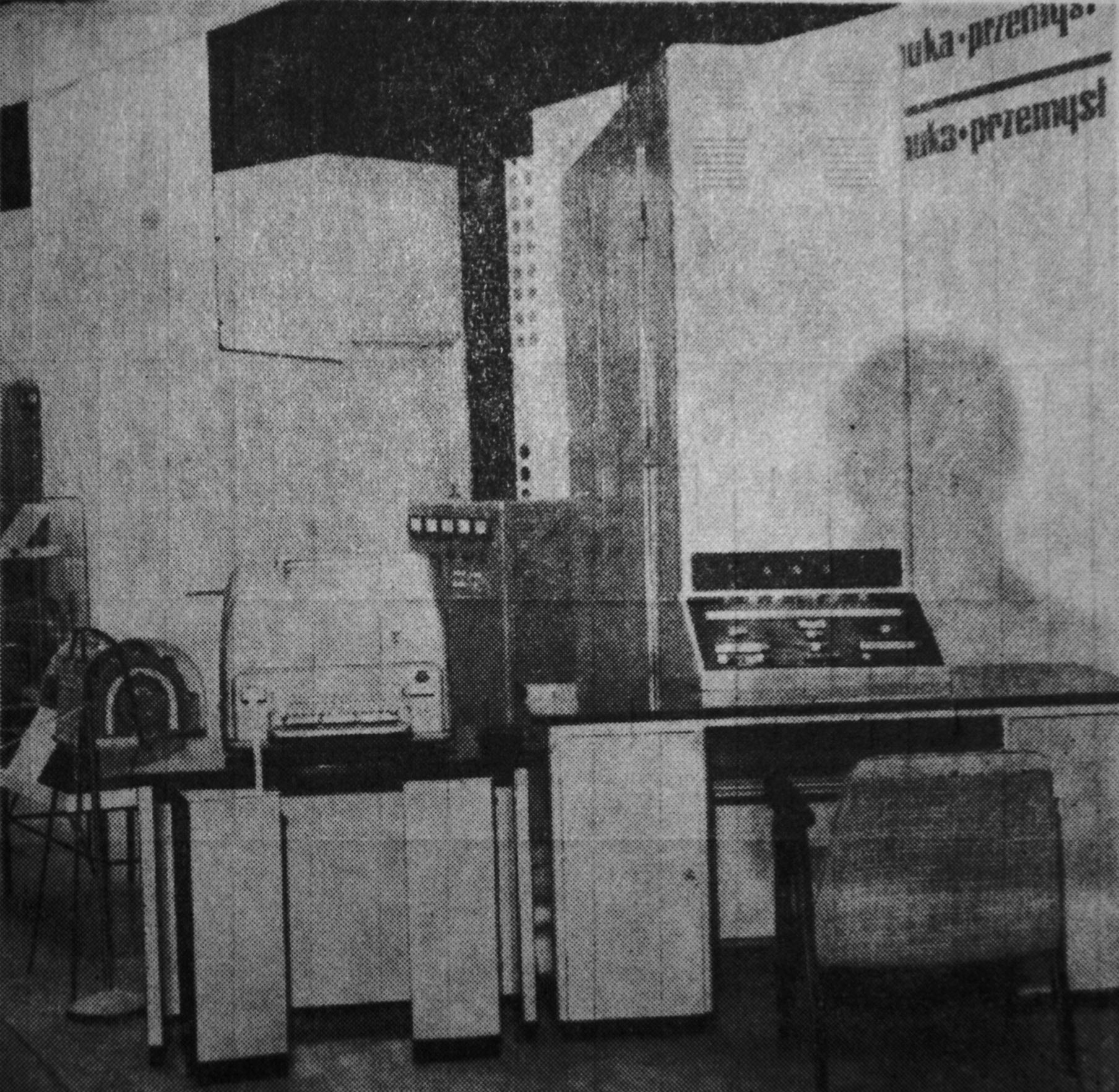
UMC-1

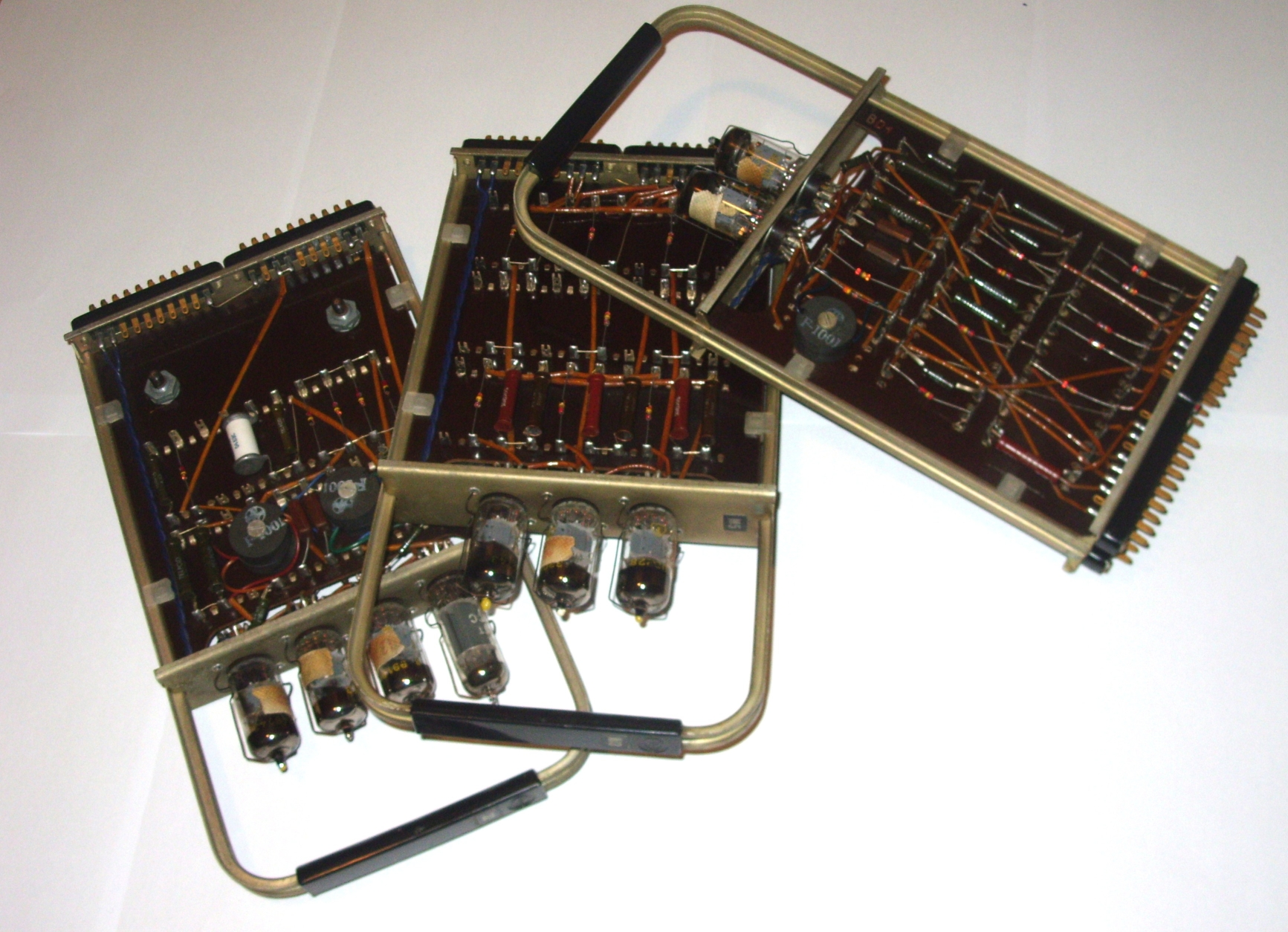
Детали компьютера UMC-1: лампы ECC85 и E182CC производства Philips

UMC-1 (пол. Uniwersalna Maszyna Cyfrowa-1, Универсальная цифровая машина-1) — польский ламповый компьютер, первый компьютер производства завода «Elwro». С 1962 года было произведено 25 таких компьютеров, некоторые из них экспортировались в Венгрию. Этот компьютер первого поколения классифицировался как ламповый, работал в Отделе конструкции телекоммуникационных аппаратов и радиофонии при Варшавской политехнике с 1960 года. Использовавшиеся в компьютере лампы были польского и немецкого производства, а также вполне хорошего качества. На некоторых лампах наклеивалась этикетка, содержащая информацию о текущем аноде каждой лампы.

## Технические данные
- Семейство: UMC
- Тип: микропрограммируемый последовательный компьютер первого поколения на электронных лампах
- Скорость: 100 операций в секунду
- Компьютерная память на магнитном барабане
  - Объём: 4096 машинных слов длиной 36 битов каждое
  - Среднее время доступа: 10 мс
- Устройство ввода: телетайп со считывателем и бумажными перфолентами
- Считыватель информации с перфолент, скорость обработки: 50 символов в секунду
- Стоимость 1 млн операций (по ценам 1976 года): 500 польских злотых
- Первый в мире компьютер, использовавший нега-позиционную систему счисления с основанием -2.

## Производство и применение
Было произведено 25 экземпляров, из них:
- 1960 — 1 шт. (прототип)
- 1961 — 5 шт. (серия прототипов)
- 1962 — 1 шт.
- 1963 — 14 шт.
- 1964 — 10 шт.

В 1965 году была выпущена модифицированная версия на транзисторах под названием UMC-10. Фрагменты UMC-1 позднее хранились в Люблинском университете имени Марии Склодовской-Кюри и были переведены в Музей промышленности и железных дорог в Силезии.